# Yvio
Yvio ist eine im Jahr 2008 von der Firma Public Solution entwickelte stationäre Spielkonsole zur Steuerung von spielplanbasierten Brettspielen. Die Yvio-Konsole erklärt die Regeln der verschiedenen Spiele und agiert als Gegen- oder Mitspieler bei Denk- und Wirtschaftsspielen. Hierzu erkennt sie die Züge der Spielsteine und gelegten Spielkarten, zählt die Punkte der Spieler und verwaltet die Ressourcen im Spiel. Es wurden neun Spiele und zwei Hörbücher veröffentlicht, bevor der Hersteller 2010 den Geschäftsbetrieb aufgrund Insolvenz einstellte. Einzelne Yvio-Produkte werden weiterhin vermarktet.

## Idee
Grundidee der Yvio ist die Schaffung eines technischen Accessoires, das den Zugang zu Brettspielen erleichtert und attraktiver macht. Als Besonderheit ist hervorzuheben, dass die Yvio-Konsole nicht fest mit einem Brettspiel verbunden ist, sondern auf unterschiedliche Spielbretter aufgesteckt werden kann. Die Software für das jeweilige Spiel wird über eine SD-Speicherkarte eingespielt, die Funktionstasten der Yvio über ein aufgelegtes „Spielskin“ definiert.
Mehrere LEDs sorgen für die Anzeige von aktiven Tasten und die Darstellung von Texten und Symbolen auf einer Bildfläche. Eingebaute Lautsprecher geben die abwechslungsreiche Sprachausgabe, unterschiedliche Soundeffekte sowie Musiksequenzen wieder. Die Stromversorgung der Yvio erfolgt über Batterien, eine Verbindung per USB-Kabel an einen PC oder ein USB-Netzteil. Zu Beginn der Spiele erklärt die Yvio die Spielregeln und verfolgt die Züge der Spieler über patentgeschütze Transpondertechnik in bis zu acht Spielsteinen sowie über in Spielkarten verwendete RFID-Chips. Während des Spielablaufs können über diverse Hilfetasten stets Auskünfte eingeholt werden. Darüber hinaus agiert die Yvio als unparteiischer Schiedsrichter und überwacht die Züge der Spieler. Abhängig vom verwendeten Spiel können Spielstände gespeichert und aufgerufen sowie unterschiedliche Spielmodi gewählt werden.

## Spiele und Hörbücher
Es wurden insgesamt neun Brettspiele und zwei interaktive Hörspiele veröffentlicht. Als bestes Spiel der Serie zählt "Freibeuter der Karibik", das den zweiten Platz des Kindersoftwarepreis "TOMMI" erreichte (Konsolenpreis). Als weiteren Preis erhielt das Spiel Galileo-Denkfitness das "Goldene Schaukelpferd". Die Spielesammlung "Partytime" verwendet ein Kartenspiel, dessen Karten bei Ablage auf das Spielbrett automatisch erkannt werden.
Auf der Yvio-Website wurden die interaktiven Hörbücher "Mila und der Zauberstein" und "Tjaskes Abenteuer" zum kostenlosen Download angeboten, bei denen der Hörer über die Yvio-Konsole aktiv in den Verlauf der Geschichte eingreifen kann. Für die Hörbücher wird jeweils nur die Yvio samt Spielskin ohne Spielbrett benötigt. Da die Website derzeit offline ist stehen keine offiziellen Downloads mehr zur Verfügung.

## Insolvenz
Im Oktober 2009 übernahm der frühere Sony-Deutschland-Chef Manfred Gerdes als Geschäftsführer und Sprecher der Geschäftsführung die Leitung der PublicSolution GmbH. Er legte kurz vor der Insolvenz sein Amt nieder. Der Yvio-Erfinder Robert Wilm kündigte Anfang 2010 die Entwicklung und Veröffentlichung weiterer Titel an, jedoch wurde mit Beschluss des Amtsgerichts Dresden vom 15. März für die Public Solution GmbH die vorläufige Insolvenzverwaltung angeordnet. Daraufhin begannen Händler die Restposten der Yvio-Artikel zu deutlich geringeren Preisen abzusetzen. Der Geschäftsbetrieb von Public Solution ist seither faktisch eingestellt. Die frühere offizielle Website für den Yvio-Support ist seit dem 14. Mai 2010 offline.
Als Grund für die Insolvenz wird die nicht gelungene Marktpositionierung der Yvio-Produkte sowie das daraus resultierende zu geringe Auftragsvolumen angesehen. In Blogs wird derweil heftig über die Gründe des Scheiterns spekuliert. Genannt werden etwa zu wenige und zu simple Spiele, Überforderung der Konsole mit komplexeren Features, ein zu hoher Preis, Fehler im Management oder Mängel im Marketing.